# Ilario Castagner
Ilario Castagner (* 18. Dezember 1940 in Vittorio Veneto; † 18. Februar 2023 in Perugia) war ein italienischer Fußballspieler und späterer -trainer. Als Aktiver im Trikot der AC Reggiana, der AC Legnano, der AC Perugia, der AC Prato und Rimini Calcio spielend, trainierte er später neben der AC Mailand, Inter Mailand und Lazio Rom auch die AC Perugia, wo er mit der Mannschaft von Perugia dei Miracoli 1979 italienischer Vizemeister wurde.

## Spielerkarriere
Ilario Castagner, geboren am 18. Dezember 1940 im norditalienischen Vittorio Veneto in der Region Venetien, spielte ab 1959 zunächst für den AC Reggiana in Emilia-Romagna, wo er ein Jahr lang unter Vertrag stand und dem Verein zu Platz fünf in der zweitklassigen Serie B verhalf. Nach dem verpassten Aufstieg nahm Castagner, der in seiner Premierensaison nur neun Spiele für Reggiana gemacht hatte, ein Angebot der AC Legnano, einem mittlerweile in die Drittklassigkeit abgerutschten Traditionsverein. In seiner einen Spielzeit in Legnano entwickelte sich Ilario Castagner zum Stammspieler und machte 23 Saisonspiele in der Serie C 1960/61 und erzielte beim Erreichen des neunten Tabellenplatzes fünf Treffer. Ebenfalls in der Serie C spielte in dieser Zeit der AC Perugia, bei dem Ilario Castagner im Sommer 1961 einen Vertrag unterzeichnete. Für Perugia spielte der Angreifer drei Jahre lang in der dritthöchsten italienischen Fußballliga und erreichte jeweils Mittelfeldplatzierungen. Insgesamt brachte es Castagner in Perugia auf 84 Spiele mit 33 Torerfolgen.
Nach Ablauf der Spielzeit 1963/64 verließ Ilario Castagner den AC Perugia und schloss sich der AC Prato, der soeben aus der Serie B abgestiegen war. In Prato avancierte Ilario Castagner zur Stammkraft und wurde in drei Jahren in 83 Ligaspielen eingesetzt. Dabei gelangen ihm siebzehn Treffer. Von 1967 bis 1968 hatte Ilario Castagner dann seine letzte Station als aktiver Fußballspieler, als er zwei Jahre lang im Trikot von Rimini Calcio kickte und es noch einmal auf 51 Ligaspiele im Rahmen der Serie C brachte und darin sechzehn Mal das gegnerische Tor traf. Nach Ende der Spielzeit 1968/69 beendete Ilario Castagner dann seine aktive Laufbahn als Fußballspieler und startete eine Trainerkarriere.

## Trainerkarriere

### Il Perugia dei Miracoli
Ilario Castagner machte im Jahre 1966 die Ausbildung zum Fußballtrainer. Drei Jahre später wurde er im Alter von 28 Jahren Assistent von Corrado Viciani, seinerzeit Coach von Atalanta Bergamo und behielt diesen Posten auch unter den Nachfolgern Vicianis. So bekam Ilario Castagner in den folgenden Jahren Erfahrung im Bereich der ersten und zweiten italienischen Fußballliga. Im Sommer 1974 unterbreitete ihm Franco D’Attoma, der neue Präsident des Zweitligisten AC Perugia, ein Angebot. Dies nahm Castagner an und arbeitete fortan für Perugia, wo er einst auch als Spieler agierte, auf der Trainerbank. Gleich in seiner ersten Saison führte Castagner den AC Perugia zum ersten Platz in der Serie B 1974/75, was den Aufstieg in die Serie A, den ersten in der Vereinsgeschichte überhaupt, zur Folge hatte.
Nach dem Aufstieg in die Serie A konnte sich die Mannschaft des AC Perugia dort etablieren und erreichte in ihrer Premierensaison einen achtbaren achten Tabellenrang, wobei man mit Siegen gegen Spitzenmannschaften wie Juventus Turin, die AS Rom oder die AC Turin, der in der Spielzeit 1975/76 erstmals seit 1949 wieder italienischer Meister wurde, für Furore sorgte. Noch erfolgreicher verlief die Serie A 1976/77 für Ilario Castagner und den AC Perugia, als am Ende der Saison der sechste Tabellenplatz zu Buche stand, wobei die Teilnahme am UEFA-Pokal nur um zwei Punkte gegenüber Lazio Rom verpasst wurde. Siebenter wurde die Mannschaft des AC Perugia dann in der Saison 1977/78. Diese Spielzeit wurde jedoch vom Tod des Perugia-Spielers Renato Curi überschattet, der im Rahmen des Ligaspiels gegen Juventus Turin am 30. Oktober 1977 vor etwa 30.000 Menschen in Perugia zusammenbrach und wenig später verstarb. Ihm zu Ehren wurde das Stadion des AC Perugia, das zuvor den Namen Stadio Pian di Massiano trug, in Stadio Renato Curi umbenannt.
Die Saison 1978/79 begann für den AC Perugia mit einem 2:0-Sieg gegen Lanerossi Vicenza. Dieser Sieg war der Auftakt von elf Siegen und neunzehn Unentschieden in dreißig Ligaspielen der Serie A 1978/79, womit der AC Perugia die Saison ungeschlagen beendete und am Ende den zweiten Tabellenplatz drei Punkte hinter dem neuen Meister AC Mailand belegte. Dieser unerwartete Erfolg brachte der damaligen Mannschaft des AC Perugia, in der sich unter anderem Spieler wie Salvatore Bagni oder Michele Nappi befanden, den Beinamen Il Perugia dei Miracoli und ihrem Trainer Ilario Castagner die Auszeichnung zu Italiens Trainer der Saison 1978/79 ein. Die Leistung, eine ganze Saison der Serie A ohne Niederlage zu überstehen, geschah erstmals im italienischen Fußball durch die Mannschaft von Ilario Castagner und wurde bis heute nur zwei weitere Male erreicht. Das Team der AC Mailand von Fabio Capello verlor in der Meistersaison 1991/92 keines ihrer 34 Spiele, 38 Partien ohne Niederlage schaffte das Juventus Turin von Antonio Conte in der Saison 2011/12.
Der zweite Rang in der Serie A 1978/79 berechtigte den AC Perugia zur Teilnahme am UEFA-Pokal 1979/80. Dort bezwang Perugia in der ersten Runde den jugoslawischen Vertreter Dinamo Zagreb mit 1:0 in Italien und 0:0 in Zagreb. Daraufhin traf man in der zweiten Runde auf Aris Thessaloniki aus Griechenland, gegen die man in deren Kleanthis Vikelidis Stadion ein 1:1-Unentschieden erreichte, allerdings beim Heimspiel in Perugia eine 0:3-Schlappe hinnehmen musste und aus dem Europapokal ausschied. Bis 2003 stellte dieses Spiel den letzten Europapokalauftritt des AC Perugia dar. Allgemein verlief die Spielzeit 1979/80 nicht annähernd so erfolgreich wie die vorherige. Auch in der Liga brachte es Perugia nur auf den zehnten Tabellenplatz. Im gleichen Jahr wurde der Totonero-Skandal, der erste Skandal des italienischen Fußballs, bekannt, in den auch der AC Perugia verstrickt war. Dem Verein wurden für die Spielzeit 1980/81 fünf Punkte in der Serie A abgezogen, dazu wurden zwei Perugia-Spieler gesperrt. Inwieweit der Abschied Ilario Castagners auf Perugia im Sommer 1980 mit der Verstrickung des Vereins in der Totonero-Skandal zusammenhängt, ist nicht bekannt. Jedenfalls verließ der Erfolgstrainer den Verein und wurde neuer Coach von Lazio Rom, das ebenfalls in den Skandal verwickelt war und in die Serie B zwangsabsteigen musste. Der AC Perugia indes stieg in der ersten Saison nach dem Weggang Ilario Castagners wieder in die zweite Liga ab. Erst 1996 gelang die Rückkehr in die Serie A.

### Arbeit bei Lazio, Milan und Inter
Neben der AC Mailand war Lazio Rom der hauptschuldige Verein im Totonero-Skandal und musste wie auch Milan in die Serie B zwangsabsteigen. Dies bedeutete das Ende der Amtszeit von Trainer Roberto Lovati. Als neuer Coach für die Zweitligasaison 1980/81 wurde Ilario Castagner eingesetzt. Dieser hatte klar zum Ziel, den italienischen Meister von 1975 zurück ins Oberhaus zu führen, scheiterte aber an dieser Aufgabe. Es folgten für den Traditionsverein insgesamt drei Jahre in der Serie B, davon war Castagner zwei Jahre lang Trainer, ehe sein Nachfolger Roberto Clagluna den Wiederaufstieg schaffte. Unter Ilario Castagner belegte Lazio Rom in der Saison 1980/81 der Serie B nur den vierten Rang mit zwei Punkten Rückstand auf die drittplatzierte AC Cesena, der neben der AC Mailand und CFC Genua den Aufstieg erlangte. Auch die darauffolgende Spielzeit verlief nicht nach den Wünschen der Lazio-Bosse. In der Serie B kam die Mannschaft von Ilario Castagner nicht über den elften Tabellenrang hinaus, was die schlechteste Platzierung von Lazio Rom in der Serie B überhaupt bedeutete. Trainer Castagner wurde nicht über die Saison hinaus beschäftigt.
Im Jahre 1982 wurde Silvano Ramaccioni neuer Manager der AC Mailand. Mit Ramaccioni hatte Ilario Castagner bereits in Perugia zusammengearbeitet und das berühmte Perugia dei Miracoli geformt. Silvano Ramaccioni holte im Sommer 1982 dann auch Ilario Castagner als Trainer zur AC Mailand, nachdem der Verein soeben wieder aus der ersten Liga abgestiegen war. Castagner führte die Mannschaft der AC Mailand, in der sich zur damaligen Zeit Spieler wie etwa Verteidiger Franco Baresi, Mittelfeldspieler Alberigo Evani oder Mauro Tassotti befanden zum souveränen Aufstieg in die Serie A als Erster der Serie B 1982/83 mit acht Zählern vor Lazio Rom, das nach drei Jahren ebenfalls wieder aufstieg. Diesmal zeigte das Team der AC Mailand auch nach dem Wiederaufstieg gute Leistungen in der Serie A und es gelang der sichere Klassenerhalt als Tabellenachter, während der alte Rivale Juventus Turin den Scudetto holte.
Nach Ablauf der Serie A 1983/84 unterzeichnete Ilario Castagner einen Kontrakt bei Inter Mailand, dem zweiten wichtigen Verein in Mailand. Die Nerazzurri führte Castagner auf den dritten Rang in der Serie A 1984/85, einzig hinter Überraschungsmeister Hellas Verona und Torino Calcio. Im UEFA-Pokal 1984/85 kam das Aus für Castagner und Inter Mailand im Halbfinale, als sich der spanische Vertreter Real Madrid als zu stark erwies, obwohl Inter das Hinspiel im heimischen Giuseppe-Meazza-Stadion mit 2:0 gewonnen hatte. Allerdings ging das Rückspiel in Madrid 0:3 verloren. Zuvor hatte Castagners Team bereits Sportul Studențesc aus Rumänien, die Glasgow Rangers aus Schottland sowie die beiden deutschen Vertreter Hamburger SV und 1. FC Köln aus dem Turnier geworfen. Danach kam das Scheitern in der Runde der besten vier Mannschaften gegen Real Madrid, das seinerseits im Endspiel gegen den Videoton FC aus Ungarn die Oberhand behielt. Ähnliches erlebte Inter Mailand im Folgejahr, als man erneut im Halbfinale dem späteren Sieger Real Madrid unterlag. Dieses Halbfinalspiel erlebte Ilario Castagner jedoch nicht mehr auf der Bank von Inter Mailand. Er wurde nach einem miserablen Start in die Saison 1985/86 nach dem zehnten Spieltag entlassen und durch Mario Corso abgelöst.

### Weitere Stationen seiner Karriere
Im Sommer 1987 wurde Ilario Castagner als neuer Trainer des Erstligisten Ascoli Calcio ernannt. In seiner ersten Saison führte er den Verein aus den Marken, der als Neuling in die Saison gestartet war, zum Erhalt der Erstklassigkeit. Man belegte nach Ablauf aller Spieltage den zwölften Tabellenplatz in der ersten italienischen Liga mit zwei Zählern Vorsprung auf den ersten Abstiegsplatz, der von US Avellino besetzt wurde. Solche Erfolge blieben Castagner in der Spielzeit 1988/89 verwehrt. Er wurde nach einem schlechten Saisonstart und akuter Abstiegsgefahr im Herbst 1988 entlassen und durch Eugenio Bersellini, einstmals Coach von Inter Mailand, Torino Calcio und Sampdoria Genua, ersetzt.
Danach war Ilario Castagner knapp ein Jahr ohne Anstellung als Fußballtrainer. Erst 1989 nahm er ein Angebot von Pescara Calcio an, das in der Saison 1988/89 in die Serie B abgestiegen war. Bei Pescara zeigte sich Ilario Castagner jedoch wenig erfolgreich und wurde noch im gleichen Jahr entlassen und durch Edoardo Reja, den heutigen Trainer von Lazio Rom, auf seiner Position abgelöst. Auch dieser konnte nicht verhindern, dass Pescara nur im Mittelfeld der Serie B landete und die Aufstiegsplätze um viele Punkte verfehlte.
Zu Beginn des Jahres 1991 wurde Ilario Castagner der zweite Trainer des SC Pisa innerhalb der Saison 1990/91 der Serie A. Er löste dabei Luca Giannini ab, der zuvor zwei Jahre lang die Geschicke beim SC Pisa leitete und den Verein in die erste Liga zurückgeführt hatte. Doch von Saisonbeginn an kämpfte Pisa gegen den Abstieg und entließ Giannini im Laufe der Saison. Doch auch dessen Nachfolger Ilario Castagner konnte keine deutliche Leistungssteigerung hervorrufen und wurde wenig später wieder entlassen. Allerdings konnte auch Mauro Viviani, der nunmehr dritte Trainer von Pisa in der Saison, den Abstieg nicht vereiteln.
In der Folge war Ilario Castagner zwei Jahre lang ohne Anstellung. Erst 1995 wurde er neuer Trainer seines alten Vereins AC Perugia, das mittlerweile auch aufgrund finanzieller Engpässe in die drittklassige Serie C1 zurückgefallen war. Castagner schaffte mit Perugia der Aufstieg in die Serie B als Tabellenerster in der Serie C1 in Gruppe B mit sieben Punkten Vorsprung auf Reggina Calcio. Perugias Präsident Luciano Gaucci entließ Castagner aber trotz des Aufstieges. Im Frühjahr 1998 war Ilario Castagner wieder als Trainer im Stadio Renato Curi aktiv, nachdem Alberto Bigon nach Dissonanzen mit Gaucci seines Amtes enthoben wurde. Dieser hatte bereits gute Arbeit geleistet und Perugia in den oberen Gefilden der Serie B etabliert. Ilario Castagners setzte coachte auch sehr erfolgreich und verhalf der Mannschaft des AC Perugia zum Aufstieg nach erfolgreichen Playoff-Spielen gegen Torino Calcio. In der darauffolgenden Serie-A-Saison gelang Ilario Castagner mit Perugia, wo zu der Zeit unter anderem der japanische Nationalspieler Hidetoshi Nakata unter Vertrag stand, der Klassenerhalt als Vierzehnter, er wurde jedoch im Saisonverlauf entlassen und durch den ehemaligen Meistertrainer von Sampdoria Genua, Vujadin Boškov ersetzt. Nach seiner Entlassung in Perugia Anfang 1998 beendete Ilario Castagner seine Trainerlaufbahn. Er arbeitete von 2005 bis 2006 als technischer Direktor beim nach einer Insolvenz neu gegründeten Perugia Calcio. Außerdem war er einige Zeit Ehrenpräsident des Vereins. Weiterhin arbeitet Ilario Castagner heute als Kommentator im italienischen Fernsehen.

## Erfolge
- Italienischer Meister: 0×

2. Platz mit der AC Perugia 1978/79
- Meister der Serie B: 1×

mit der AC Mailand 1982/83
- Aufstieg in die Serie A: 3×

mit der AC Perugia 1974/75, und 1997/98
mit der AC Mailand 1982/83
- Italienischer Trainer des Jahres: 1×

1978/79